# Rouvroy (Belgique)
Pour les articles homonymes, voir Rouvroy.
Ne doit pas être confondu avec Rouveroy.
Rouvroy (en gaumais Rouvrou, en wallon Rovroe-e-Gåme) est une commune francophone de Belgique située en Région wallonne dans la province de Luxembourg, ainsi qu’un hameau qui en fait partie. Ils sont compris dans la Lorraine gaumaise.

## Géographie
La commune fait partie de la Gaume, sous-région où la langue vernaculaire traditionnelle est le gaumais. C’est la commune la plus méridionale de Belgique.
Le hameau de Rouvroy est bordé à l’est par le Ton, une rivière affluent de la Chiers. Il est traversé par la route nationale 87 reliant la frontière française à Lamorteau et Parette (Attert), près de la frontière luxembourgeoise.

### Communes limitrophes
La commune est partiellement délimitée par la frontière française qui la sépare des départements de Meurthe-et-Moselle au sud et de la Meuse à l’ouest, tous les deux situés en région Lorraine.
| Thonne-la-Long (F) Verneuil-Grand (F) | Meix-devant-Virton   |        |
| Écouviez (F)                          | Rouvroy              | Virton |
| Velosnes (F)                          | Épiez-sur-Chiers (F) |        |

### Localités et sections de la commune
| # | Section     | Superf. (km²) | Habitants (2020) | Habitants par km² | Code INS |
| - | ----------- | ------------- | ---------------- | ----------------- | -------- |
| 1 | Dampicourt  | 11,30         | 762              | 67                | 85047A   |
| 2 | Harnoncourt | 5,24          | 536              | 102               | 85047B   |
| 3 | Lamorteau   | 5,74          | 566              | 99                | 85047C   |
| 4 | Torgny      | 5,82          | 249              | 43                | 85047D   |

La commune de Rouvroy compte 7 villages, répartis en 4 anciennes communes ou sections : Dampicourt (avec Montquintin et Couvreux), Harnoncourt (avec le hameau de Rouvroy qui a donné son nom à la commune), Lamorteau et Torgny.

## Démographie
Rouvroy, commune frontalière avec la France, a vu ces dernières années un nombre important d’habitants quitter le territoire belge pour la France pour des raisons fiscales. Malgré cet « exode », la population rouviroise a augmenté notamment grâce à la construction de lotissements.

### Évolution démographique de la commune fusionnée
En tenant compte des anciennes communes entraînées dans la fusion de communes de 1977, on peut dresser l'évolution suivante:
Les chiffres des années 1831 à 1970 tiennent compte des chiffres des anciennes communes fusionnées.
- Source: DGS , de 1831 à 1981=recensements population; à partir de 1990 = nombre d'habitants chaque 1 janvier[2]

## Héraldique
|  | La commune possède des armoiries. Blasonnement : D’or à deux bourdons de pèlerin d’azur passés en sautoir accompagnés en chef d’une coquille de gueules. - Délibération communale : 11 janvier 1977 - Arrêté royal : 16 septembre 1977 - Moniteur belge : 29 octobre 1977 Source du blasonnement : Lieve Viaene-Awouters et Ernest Warlop, Armoiries communales en Belgique, Communes wallonnes, bruxelloises et germanophones, t. 2 : Communes wallonnes M-Z, Communes bruxelloises, Communes germanophones, Bruxelles, Dexia, 2002. |

## Politique et administration
La commune est dirigée par le parti Go Ouverture de Carmen Ramlot. La parité hommes-femmes instaurée lors des élections de 2000 a permis, pour la première fois dans la commune de Rouvroy, d'offrir les trois places d'échevins à des femmes.
| Années            | Bourgmestre                 | Premier échevin    | Second échevin     | Troisième échevin     | Président CPAS | Parti             |
| ----------------- | --------------------------- | ------------------ | ------------------ | --------------------- | -------------- | ----------------- |
| 1976-1982         | André Saintmard             |                    |                    |                       |                | Psc               |
| 1982-1988         | André Saintmard             | Francis Schmitz    |                    |                       |                | Psc               |
| 1988-1994         | André Saintmard             | Francis Schmitz    | Bernard Joannes    | Josy Lepere           |                | Psc               |
| 1994-2000         | André Gobert                | Stéphane Herbeuval |                    |                       |                | Entente communale |
| 2000-2006         | Stéphane Herbeuval          |                    |                    |                       |                | Entente communale |
| 2006-2009         | Stéphane Herbeuval          | Christine Bergmann | Carmen Ramlot      | Cécile Ducarme-Gillet | -              | Entente communale |
| 2009-2012         | Carmen Ramlot               | Christine Bergmann | André Brackman     | Christian Ferir       |                | Entente communale |
| 2012-2018         | Carmen Ramlot               | Stéphane Herbeuval | Michel Marion      | René Wagner           |                | Gestion Ouverture |
| 2018-2024-        | Carmen Ramlot               | Jérôme Petit       | Stéphane Herbeuval | Philippe Guissard     |                | Gestion Ouverture |
| 2024-aujourd'hui- | Carmen Ramlot (Les Engagés) | Jérôme Petit       | Stéphane Herbeuval | Michel Marion         | Tamara Bekaert | Gestion Ouverture |

### Jumelage
- Dole (France)

### Sécurité et secours
La commune fait partie de la zone de police Gaume pour les services de police, ainsi que de la zone de secours Luxembourg pour les services de pompiers. Le numéro d'appel unique pour ces services est le 112.

## Patrimoine et culture

### Patrimoine architectural
- Église de Rouvroy

Dans le porche de l’église se dresse la pierre tombale du comte Joseph-Louis de la Fontaine (1736-1816), comte d’Harnoncourt (en 1779), chambellan de l’empereur romain-germanique (Saint-Empire, Maison d’Autriche), général de cavalerie, propriétaire d’un régiment, commandant de la Pologne autrichienne, puis vice-commandant de la ville et forteresse de Vienne. En 1787, il avait épousé Léopoldine d’Unverzagt, dernière du nom. Inhumé dans la chapelle seigneuriale de l’église de Rouvroy. Ses armoiries ont été reprises par la commune de Rouvroy, comprenant le hameau d’Harnoncourt.
- Lamorteau :
  - Maison Franque aussi nommé "Château de Lamorteau", bâtisse transformé en 1779-1780
  - Le moulin de Radru
- Montquintin :
  - Musée
  - Le château
- Torgny, un des « plus beaux villages de Wallonie » :
  - L'ermitage : chapelle construite en 1636 en hommage à Notre-Dame de Luxembourg, un ermitage est annexé en 1729.
  - Vignes : le micro-climat présent à Torgny permet la culture de la vigne par plusieurs vignerons.
  - Réserve naturelle : ancienne carrière la réserve Raymond Mayné est réputée pour ses pelouses calcaires et la flore et la faune à caractère méditerranéen.

## Économie
Rouvroy est une commune rurale. Elle a la « chance » de compter sur son territoire la papeterie Burgo Ardennes qui est un des plus gros employeurs de la province de Luxembourg (715 employés). Pour les gens de passage, cette usine se caractérise par l'odeur particulière de ses fumées. C'est la principale source de revenu de la commune grâce à la taxe communale sur la force motrice.
Le reste du tissu économique de la commune se résume à des petites entreprises et à l'agriculture.

### Tourisme

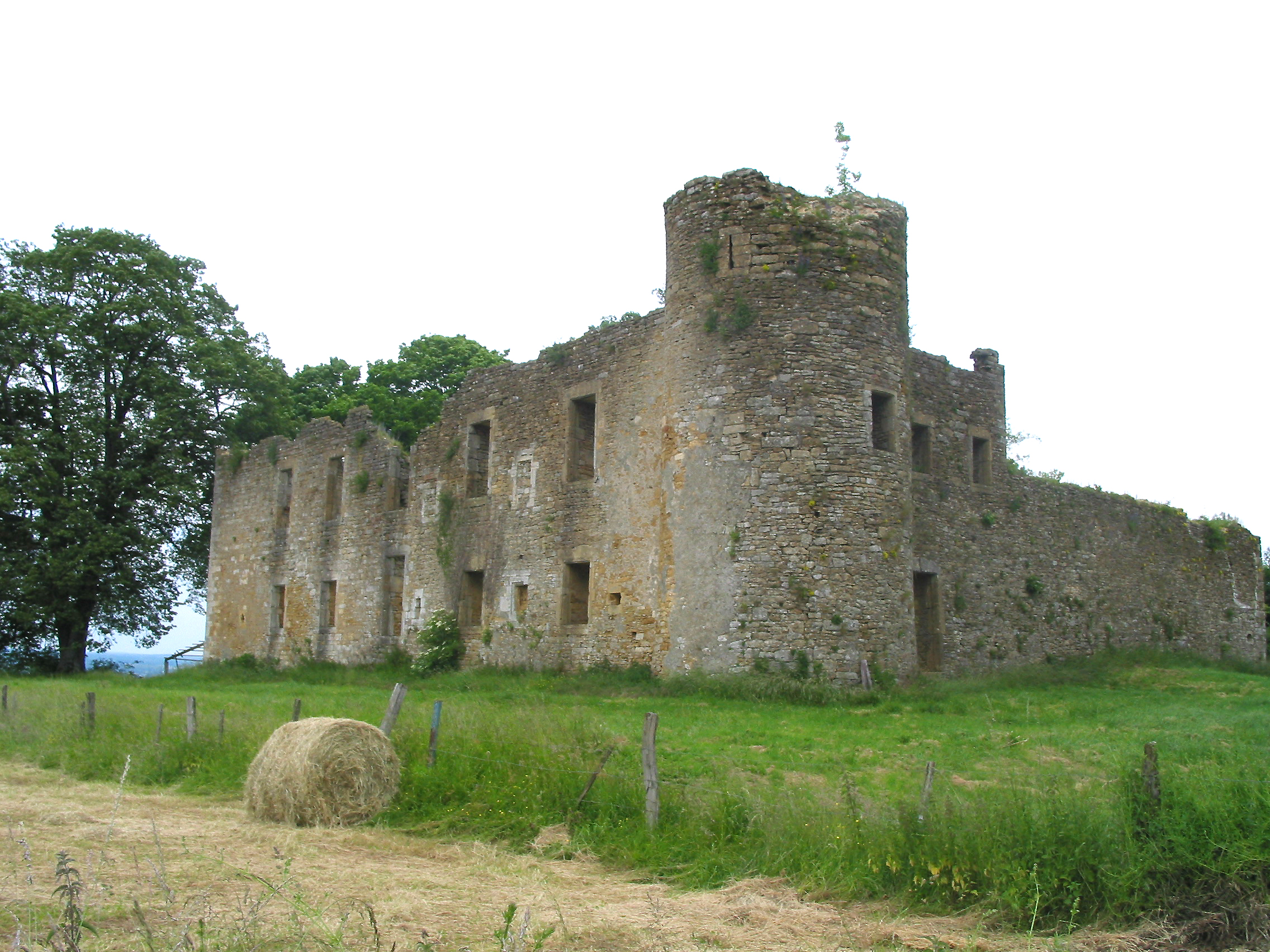
Ruines du château de Monquintin.

Le tourisme est, depuis plusieurs années, une activité bien présente. De nombreux gîtes ruraux sont disponibles sur toute la commune. Les touristes sont particulièrement attirés par le plus méridional des villages de Belgique, Torgny, qui est souvent nommé la « Provence belge » et fait partie des plus beaux villages de Wallonie.

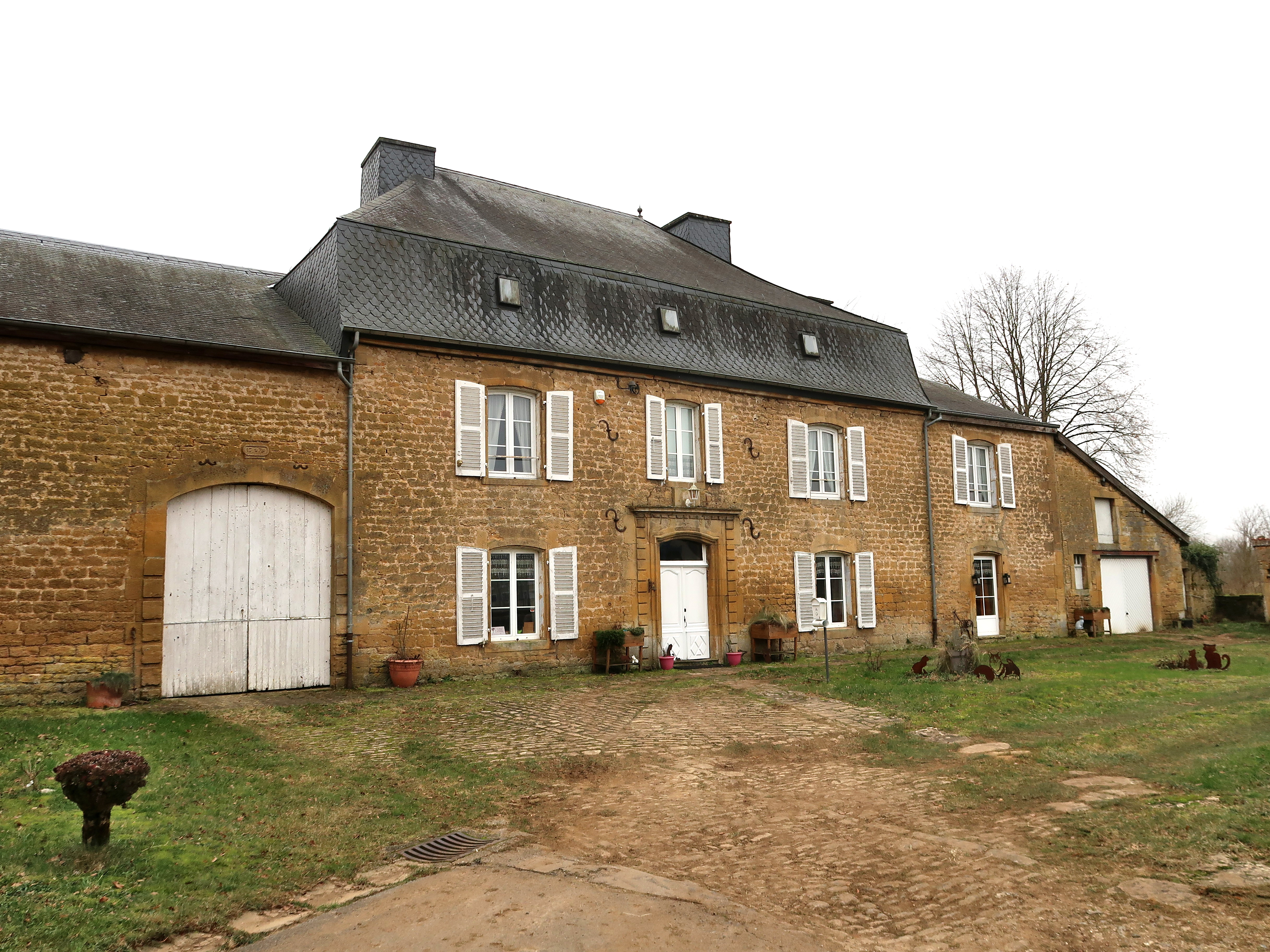
Maison de Franque

## Personnalités
- Docteur Lalangue.
- Guy Goffette.
- Johann Nikolaus von Hontheim.